# Chuletillas al sarmiento

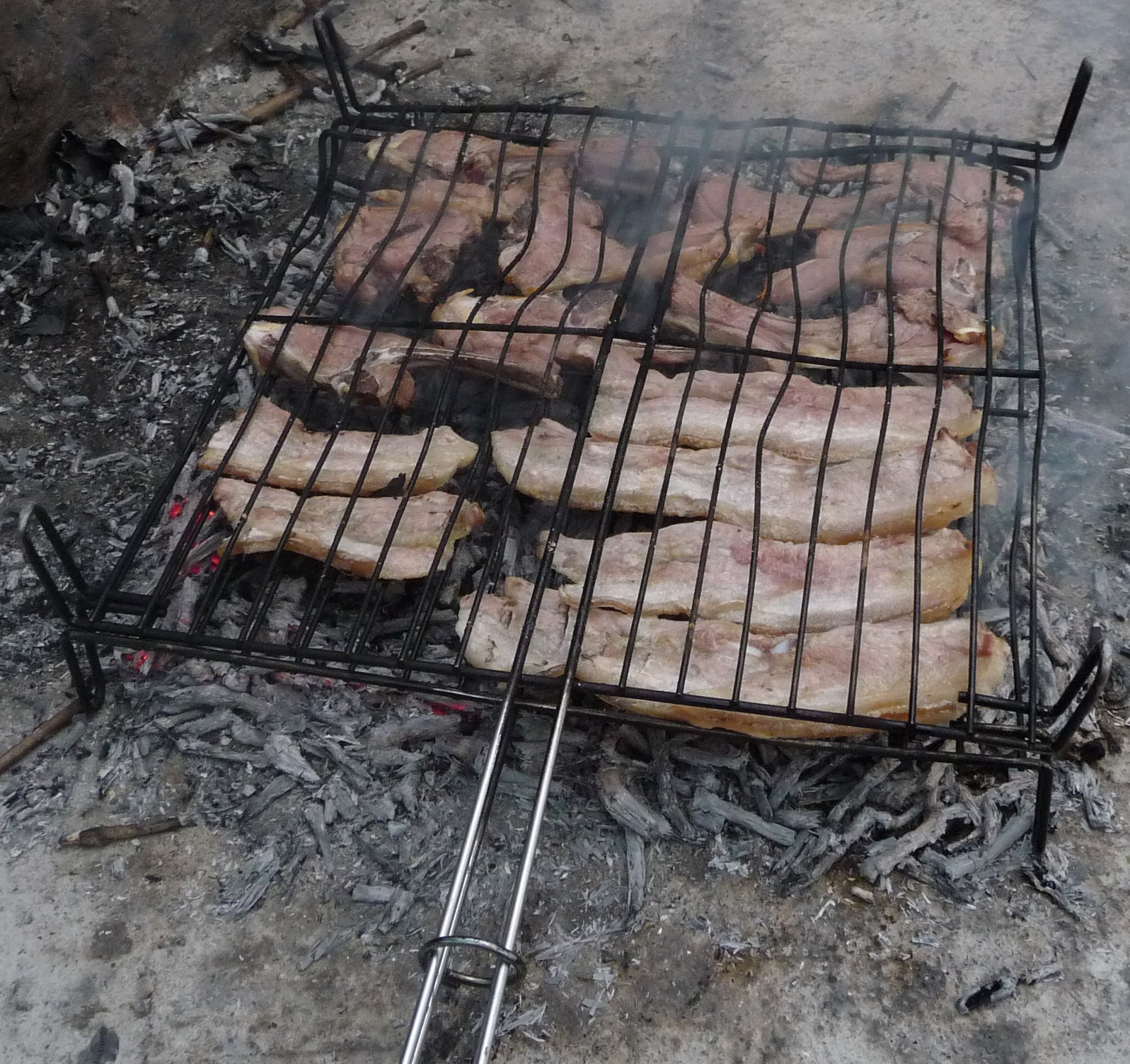
Pancetas y chuletillas al sarmiento en parrilla.

Las chuletillas al sarmiento (también denominadas chuletas al sarmiento) son un plato asado típico de La Rioja, cuyo ingrediente principal son las chuletas (denominadas en otras partes de España como costillas, al tratarse del despiece de la mitad superior del costillar) de cordero. Suele ser parte fundamental de cualquier celebración en dicha comunidad, especialmente en las fiestas de verano, y difícil de ver fuera de la misma.

## Características

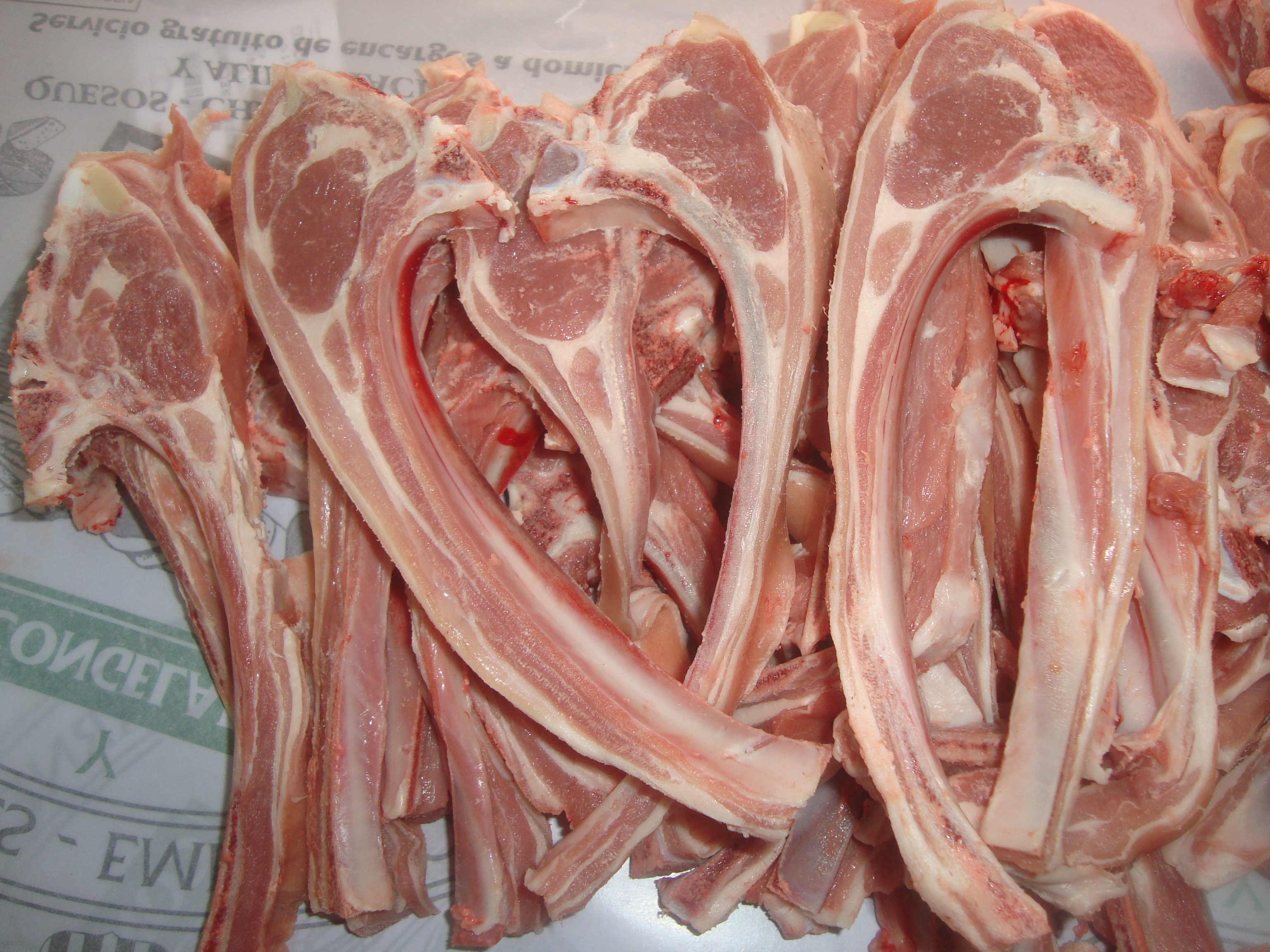
Chuletas de cordero.

Se suelen emplear como ingredientes unas chuletillas de cordero y con la simple añadidura de sal (preferentemente sal gorda) se procede a asar. La dificultad de encontrar este plato en cualquier restaurante estriba en su modo de elaboración, ya que se requiere un espacio al aire libre, o en su defecto una chimenea. Se prepara un fuego con una gavilla de sarmientos (un hatajo de ramas de vid secas), dejándola reducir hasta las brasas. Antes de que eso ocurra, se coloca la parrilla al fuego para limpiarla, una vez quemada, con papel de periódico, eliminando los restos de su anterior uso. Cuando los sarmientos se han convertido en brasas, se colocan las chuletillas en la parrilla, se salan, y se colocan sobre las brasas. Cuando se vea que están hechas por un lado, se da la vuelta a la parrilla y se termina su cocción. En ocasiones se riega con un chorro de vino de Rioja poco antes de sacarlas de las brasas.

## Tradición

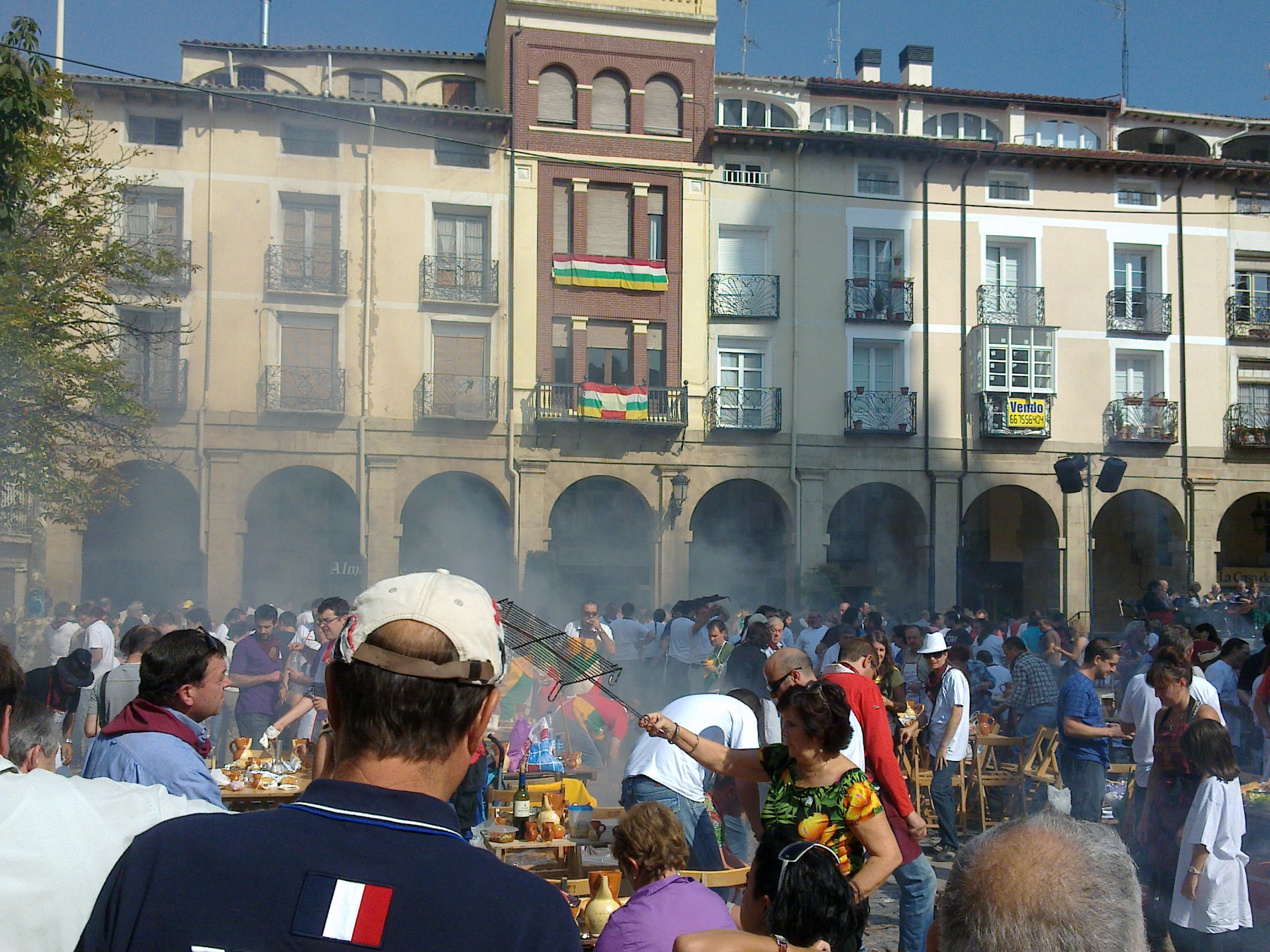
Festival de la chuleta al sarmiento (San Mateo, 2010).

Dada la complejidad de su elaboración, es un plato que se disfruta principalmente en las reuniones de amigos en bodegas o merenderos. En algunas localidades del noroeste de la región (Tirgo, Haro...) hay asadores que se dedican específicamente a este plato, aunque son pocos los restaurantes de la comunidad autónoma que pueden incluirlo en su carta. 

## Festivales
Tradicionalmente, se ha podido disfrutar de este plato en las degustaciones que se organizan en las fiestas de algunas localidades riojanas, siendo las más conocidas las Fiestas de la Vendimia de Logroño. Durante estas fiestas se celebra la denominada "Exaltación de la chuletilla al sarmiento" recuperada el 26 de septiembre de 2009 en el centro de la ciudad, heredera de otros actos que se realizaban en los años 70. En la céntrica calle Colón se elegía qué cuadrilla o peña hacía las mejores chuletillas y posteriormente las cuadrillas de jóvenes competían por comer la mayor cantidad posible de las mismas.